# Saddeka Arebi
Saddeka Mohammed Arebi (en arabe : صديقة محمد عربيي, Ṣaddīqah Muḥammad `Arabī) (décédée en juillet 2007) est une socio-anthropologue et une femme de lettres d'origine libyenne, devenue américaine.

## Biographie
Née à Tripoli, elle émigre avec sa famille aux États-Unis à la fin des années 1970, pour s'installer en Californie du Nord. Après l'obtention de son doctorat, elle devient professeur d'anthropologie à l'université de Californie à Berkeley, à l'université d'État de San Francisco, et au College Saint Mary de Californie. Elle est également un membre actif de la Ligue islamique mondiale (Rabitat al-Alam al-Islami), l'une des plus grandes organisations non gouvernementales islamiques. Elle est décédée en juillet 2007 lors d'une visite à ses parents en Libye.

## Contribution
En mai 1994, elle publie Women and Words in Saudi Arabia: The Politics of Literary Discourse, où elle examine les œuvres de neuf femmes contemporaines d'Arabie saoudite, et leur influence sur la culture arabe (voir Femmes dans les sociétés arabes), relatant également les débats entre les intellectuelles saoudiennes. Basée sur des entretiens et l'analyse de texte, l'étude soutient que les femmes écrivains contribuent de manière significative à la définition et l'interprétation de l'histoire, de la religion et de la tradition en Arabie saoudite, en dépit de la culture, de la politique et des contraintes sociétales et religieuses, qui pèsent sur elles. Dans ce travail de pionnier, Arebi s'appuie sur l'analyse ethnographique et littéraire,,,.
Son livre veut répondre à une question qu'elle s'est posée : « Comment les femmes peuvent elles-mêmes utiliser les mots comme moyen de contrer la langue du pouvoir, et l'esthétique, la culture, en tant que stratégie politique pour faire évoluer des concepts, des idées et des institutions qui sont utilisés pour les contrôler? ». Elle soutient par contre qu'il n'est pas nécessaire, pour les femmes musulmanes, de se conformer aux idées féministes occidentales dans la résistance au patriarcat. Ainsi, pour elle, notamment, les femmes musulmanes ne perçoivent pas «les liens familiaux et les liens de parenté [en tant qu'] entrave à la libération des femmes». De même, l'identification faite en Occident entre le « problème » des femmes musulmanes et le contexte religieux, lui semble réductrice et inadaptée.

## Conférences
Elle a été une conférencière bien connue sur l'Islam et les femmes dans le monde arabe. Le 4 octobre 1997, elle a participé par exemple au 51e congrès annuel organisé par le Middle East Institute à Washington, intitulé The Middle East into the Twenty-First Century. Elle a donné des conférences lors de nombreux événements pour des associations  étudiantes musulmanes, comme en 1998 lors de l'Islam de la Semaine de Sensibilisation à l'Islam à l'université Stanford, intitulée Politics of misrepresentation; Women and power in Islamic societies. Le 22 février 2007, elle a présenté une conférence publique intitulée Discerning Islam: Access, Voice and Contexts of Interpretive Responsibility pour le Centre d'études islamiques à l'université de Berkeley. Dans une de ses dernières apparitions, elle a animé une conférence sur ses expériences durant le Hajj à une manifestation organisée par l'Alliance étudiante musulmane (Muslim Student Alliance) à l'université de Santa Clara, le 1er mars 2007.

## Principales publications
- Women and Words in Saudi Arabia: The Politics of Literary Discourse, Columbia University Press (mai 1994)
- «Gender Anthropology in the Middle East: The Politics of Muslim Women's Misrepresentation». American Journal of Islamic Social Sciences (1991)
- «Waging War, Waging Peace: The Poetics and Politics of Women and Words in Contemporary Arabia». Thèse (Ph.D.)  en anthropologie, université de Californie à Berkeley, (mai 1991).
- «The Changing Role and Status of Women in Libyan Society An Anthropological Perspective» Thèse (M.A. en anthropologie) - California State University, Sacramento (1983).